# 요시이정 (나가사키현)
요시이정(吉井町)은 나가사키현의 북부 기타마쓰우라반도 내륙부에 있던 정이며 기타마쓰우라군에 속했다.
2005년 4월 1일에 사세보시에 편입되어 요시이정은 소멸하였다.

## 지리
사세보시의 북쪽, 기타마쓰우라 반도의 내륙에 위치하고 있으며, 헤이세이 대합병 이전까지 나가사키현 내에서는 3곳만이 바다에 접해 있지 않은 자치단체였다.

## 역사
- 1889년 4월 1일 - 정촌제 시행에 의해 기타마쓰우라군 요시이촌이 성립하였다.
- 1951년 12월 1일 - 정으로 승격해 요시이정이 되었다.
- 2005년 4월 1일 - 세치바루정과 함께 사세보시에 편입되어 요시이정은 소멸하였다.

## 교통

### 철도
- 마쓰우라 철도
  - 니시큐슈선

### 도로
- 국도 204호선